# Vestafrika
Vestafrika er den vestligste region af Afrika. FNs definition inkluderer følgende 16 lande: Benin, Burkina Faso, Elfenbenskysten, Gambia, Ghana, Guinea, Guinea-Bissau, Kap Verde, Liberia, Mali, Mauretanien, Niger, Nigeria, Senegal, Sierra Leone og Togo. FN-regionen omfatter også et britisk oversøisk territorium Sankt Helena, Ascension og Tristan da Cunha i Atlanterhavet, som består af øerne Sankt Helena og Ascension, og øgruppen Tristan da Cunha.
Maghreb, et arabisk ord der betyder vestlig, er en region i det nordvestlige Afrika omfattende Marokko (inkl. Vestsahara), Algeriet, Tunesien, og (sommetider) Libyen.
| Stater som regnes til Vestafrika | Selvstændighed                  | Tidligere kolonimagter |
| -------------------------------- | ------------------------------- | ---------------------- |
| Benin                            | 1960                            | Frankrig               |
| Burkina Faso                     | 1960                            | Frankrig               |
| Elfenbenskysten                  | 1960                            | Frankrig               |
| Gambia                           | 1965                            | Storbritannien         |
| Ghana                            | 1957                            | Storbritannien         |
| Guinea                           | 1958                            | Frankrig               |
| Guinea-Bissau                    | 1973 (erklæret, anerkendt 1974) | Portugal               |
| Kap Verde                        | 1975                            | Portugal               |
| Liberia                          | 1847 (grundlagt)                |                        |
| Mali                             | 1960                            | Frankrig               |
| Mauretanien                      | 1960                            | Frankrig               |
| Niger                            | 1960                            | Frankrig               |
| Nigeria                          | 1960                            | Storbritannien         |
| Senegal                          | 1960                            | Frankrig               |
| Sierra Leone                     | 1961                            | Storbritannien         |
| Togo                             | 1960                            | Tyskland og Frankrig   |